# 孛罗铁木儿
孛罗铁木儿（?—?），元朝大臣，译名又作孛罗帖木儿。元武宗时中书右丞。
大德十一年（1307年）元武宗即位，把《孝经》翻译为蒙古文进呈给武宗，下诏刻板模印，赐给诸王大臣。不久升任中书省右丞，掌管诸王、驸马事务。他和中书省平章政事阿沙不花等人反对阔儿伯牙里所建议的改用银钞、铜钱。至大四年（1311年），元武宗驾崩，元仁宗即位，出为陕西行省平章政事。